# Hørdum Kirke
Hørdum Kirke är en kyrka som ligger i samhället Hørdum i Thisteds kommun. Kyrkan ligger på en låg höjd i östra delen av gammal bebyggelse. För länge sedan kallades den De fire evangelisters Kirke.

## Kyrkobyggnaden
Ursprungliga kyrkan uppfördes i romansk stil på medeltiden. Den vilar på en skråkantsockel och består av långhus, kor och absid som är byggda av kvadersten i granit. När Nationalmuseet genomförde undersökningar år 1955 kom man fram till att kyrkan äldsta delar är koret och absiden. Vid norra ingången finns ett vapenhus i sengotisk stil som har tillkommit senare.
Kyrkan har haft ett torn i sengotisk stil, men år 1817 gavs tillstånd att riva tornet, vilket skedde kort därefter. En öppen båge byggdes vid kyrkans västra kortsida där kyrkklockan hängdes upp. Nuvarande breda kyrktorn med flackt pyramidtak uppfördes 1955.

## Inventarier
- Predikstolen med ljudtak är av Ålborgstyp och tillkom 1625. På korgen finns målningar föreställande Jesus och evangelisterna som tillkom vid slutet av 1600-talet.
- Dopfunten i granit är i romansk stil. Dopfat och vattenkanna tillkom 1990.
- I kyrktornet hänger två kyrkklockor. Ena klockan var ursprungligen från år 1500 men göts om år 1884. Andra klockan skaffades in år 1967.